# Messor picturatus
Messor picturatus es una especie de hormiga del género Messor, subfamilia Myrmicinae. 

## Distribución
Esta especie se encuentra en Irán, Argelia y Marruecos.